# Synagoge Brücken (Pfalz)

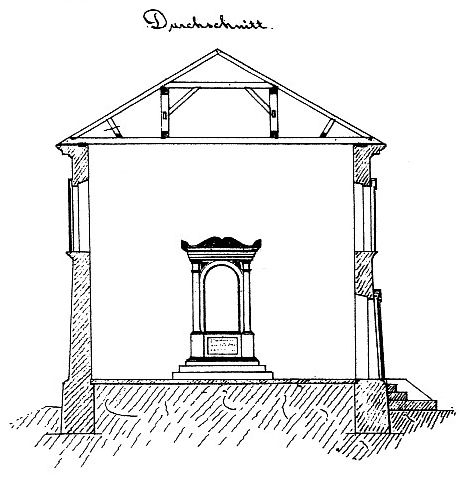
Bauzeichnung mit Blick auf den Toraschrein

Die Synagoge in Brücken, einer Ortsgemeinde in Kusel in Rheinland-Pfalz, wurde 1833 errichtet. Die profanierte Synagoge befindet sich in der Hohlstraße 13.

## Geschichte
Der zweigeschossige Walmdachbau war exakt nach Osten ausgerichtet und hatte eine Breite von 7,80 m und eine Länge von 9,20 m. Die Raumhöhe betrug sechs Meter. Schon um 1870 konnten keine regelmäßigen Gottesdienste mehr abgehalten werden, da durch Aus- und Abwanderung die Zahl der Gemeindemitglieder stark zurückging.   
Der letzte Gottesdienst fand bei einer Trauung im Jahr 1891 statt. Danach blieb das Synagogengebäude ungenutzt. Im Jahr 1927 wurde es schließlich verkauft. Von den neuen Eigentümern wurde das Synagogengebäude in ein Wohnhaus umgebaut, das bis heute erhalten blieb.